# La leggenda di Bagger Vance
La leggenda di Bagger Vance (The Legend of Bagger Vance) è un film del 2000 diretto da Robert Redford, tratto dall'omonimo romanzo di Steven Pressfield.

## Trama
(Hardy Greaves - Jack Lemmon)
Rannulph Junuh, giovane e straordinario giocatore di golf di Savannah in Georgia negli Stati Uniti, parte per la prima guerra mondiale. Questa esperienza lo segna profondamente, in negativo, tanto che Junuh per molto tempo non riesce a trovare la forza di tornare a casa e quando arriva a Savannah lo fa quasi di nascosto intento ad affogare nell'alcool i sensi di colpa per essere sopravvissuto ai suoi commilitoni.
Quando viene organizzato un torneo con i due più grandi giocatori d'America (Bobby Jones e Walter Hagen) viene inserito tra i due contendenti anche Junuh, che però viene visto dai più come nient'altro che una promessa mancata del golf. Pochi hanno fiducia in lui e Junuh stesso non crede nelle sue capacità. Ma grazie ad un misterioso e straordinario caddie, Bagger Vance, e ad una donna travolgente, Adele Invergordon, Junuh riesce a ritrovare la voglia di vivere, di vincere e di amare...

## Produzione
Le riprese del film si sono svolte tra il 23 settembre e il 21 dicembre 1999 in Georgia e Carolina del Sud.
In questo film compare per l'ultima volta sul grande schermo Jack Lemmon in alcuni "camei",  molto lunghi, pochi mesi prima della morte.

## Distribuzione
Il film uscì nelle sale statunitensi il 23 ottobre 2000.

## Accoglienza
A fronte di un budget di 60 milioni di dollari, gli incassi furono poco sopra i 30 milioni sul mercato nordamericano.